# بوينتي فورتشون (كيبك)
بوينتي فورتشون (بالإنجليزية: Pointe-Fortune, Quebec)‏ هي بلدية محلية في كيبيك تقع في كندا في Vaudreuil-Soulanges Regional County Municipality. يقدر عدد سكانها بـ 542 نسمة ومساحتها 9.60 كم2 .